# Orchidometer

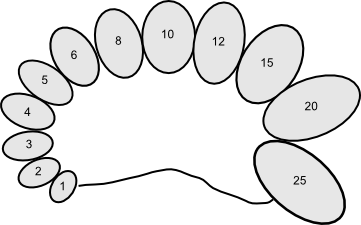
Orchidometer (schematisch)

Ein Orchidometer, auch Orchiometer, ist ein medizinisches Instrument zur Bestimmung des Volumens menschlicher Hoden.
Das Orchidometer wurde 1955 vom Endokrinologen Andrea Prader der Universität Zürich eingeführt. Es besteht aus einer Kette mit zwölf nummerierten Perlen aus Holz oder Kunststoff mit verschiedenen Volumina aufsteigend von 1 bis 25 Milliliter.